# Louis van Roode
Aloysius Maria (Louis) van Roode (Delft, 20 juni 1914 - Rotterdam, 18 februari 1964) was een Nederlandse beeldhouwer, graficus en kunstschilder.

## Leven en werk
Van Roode studeerde aan de Academie van Beeldende Kunst in Rotterdam. Hij was een leerling van Antoon Derkzen van Angeren en tot 1943 diens assistent. Voor de Tweede Wereldoorlog werkte hij vooral als graficus en reclametekenaar.
Na de oorlog was Van Roode, zoals vele beeldende kunstenaars, betrokken bij diverse wederopbouw-projecten van Rotterdam. Zijn samenwerking met architecten Evert en Herman Kraaijvanger leverde hem meerdere opdrachten op voor monumentale versieringen aan gebouwen, zoals het mozaïek aan het Holbeinhuis en het abstracte werk aan het Stationspostgebouw in Rotterdam.

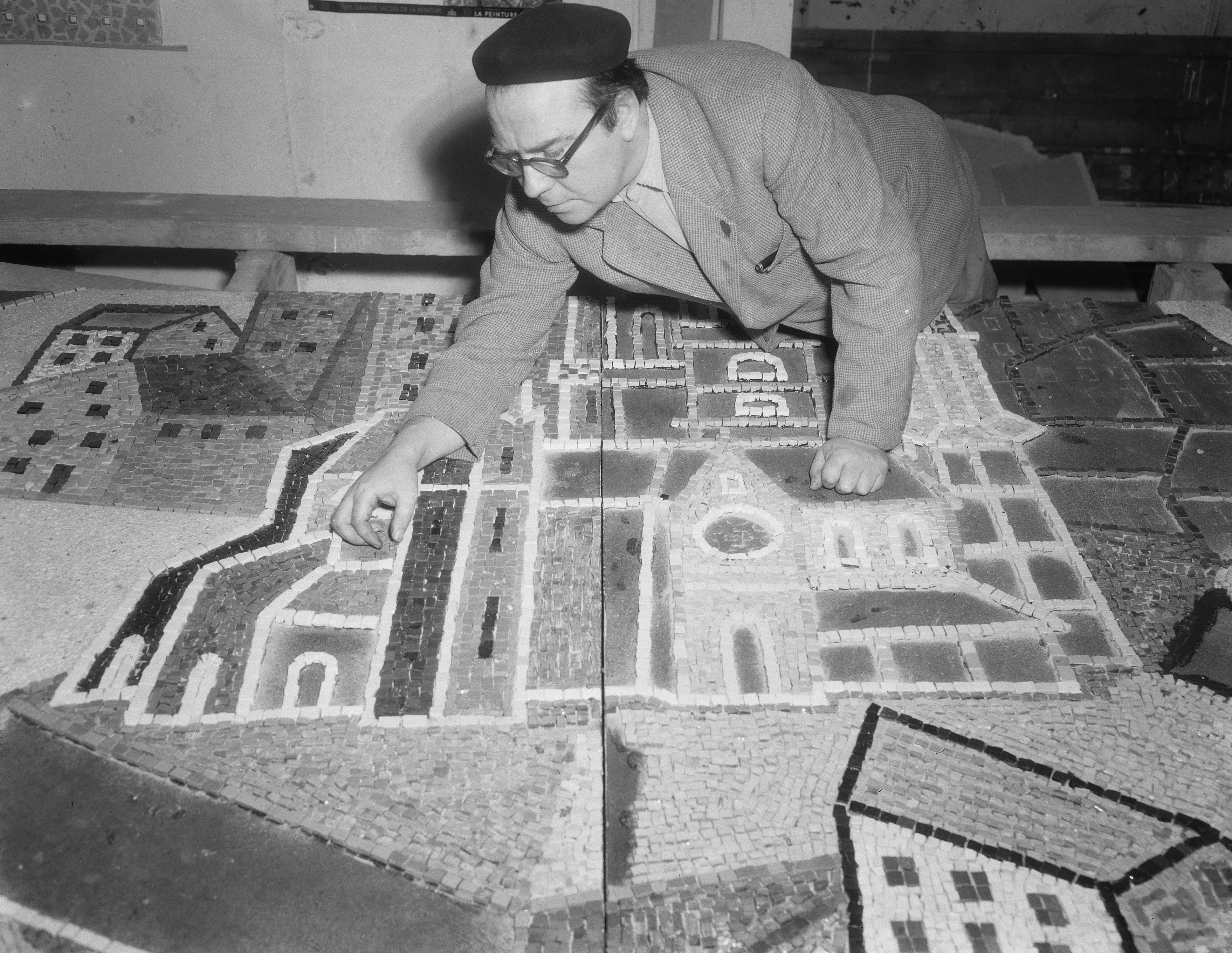
Van Roode aan de slag met het maken van het wandmozaïek Roterodamum (1954).

Van Roode richtte in 1951 met onder anderen Huib Noorlander, Kees Franse, Jan Goedhart en Charles Kemper de kunstenaarsgroep 'Argus' op. Samen met Gust Romijn en Piet Roovers behoorde hij in de jaren 50 tot de 'Venstergroep', bestaande uit jonge Rotterdamse grafici. Op latere leeftijd hield hij zich voornamelijk bezig met abstracte schilderkunst.

## Werken (selectie)
- 1946 Monument De Wacht, Algemene Begraafplaats Crooswijk
- 1954 Roterodamum, wandmozaïek aan het Holbeinhuis in Rotterdam, met diverse verwijzingen naar Desiderius Erasmus
- 1954 mozaïek hotel Britannia, Vlissingen
- 1959 Het gezin, Westblaak, Rotterdam
- 1959 aankleding zijgevel Stationspostkantoor, Rotterdam[2]
- 1961 mozaïek Dijkzigt Ziekenhuis[3] Rotterdam
- 1962(?) Voorgevel (reliëf) Caland Lyceum Argonautenweg 55 Rotterdam

## Fotogalerij gevelkunst

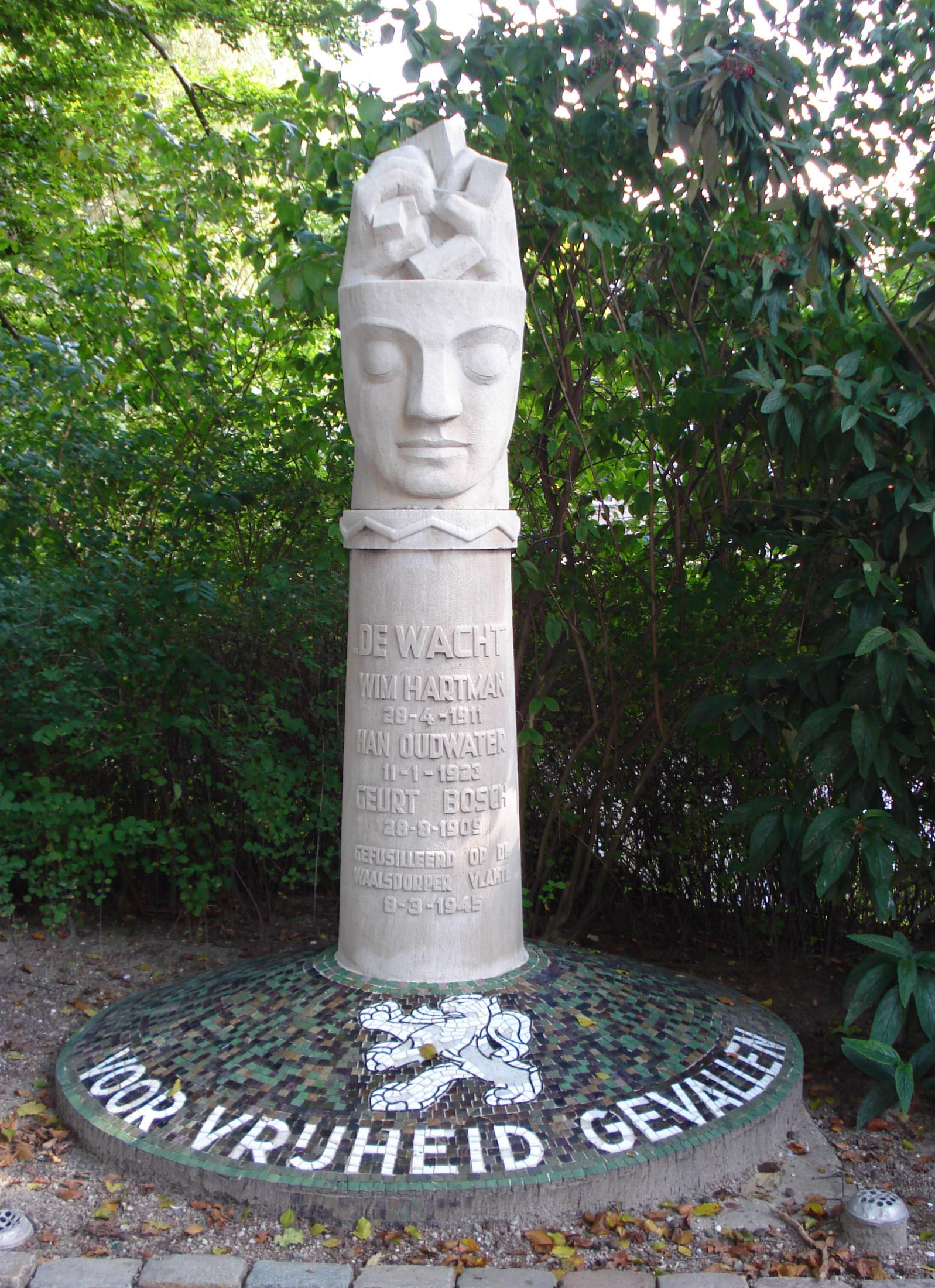
Monument De Wacht (1946)
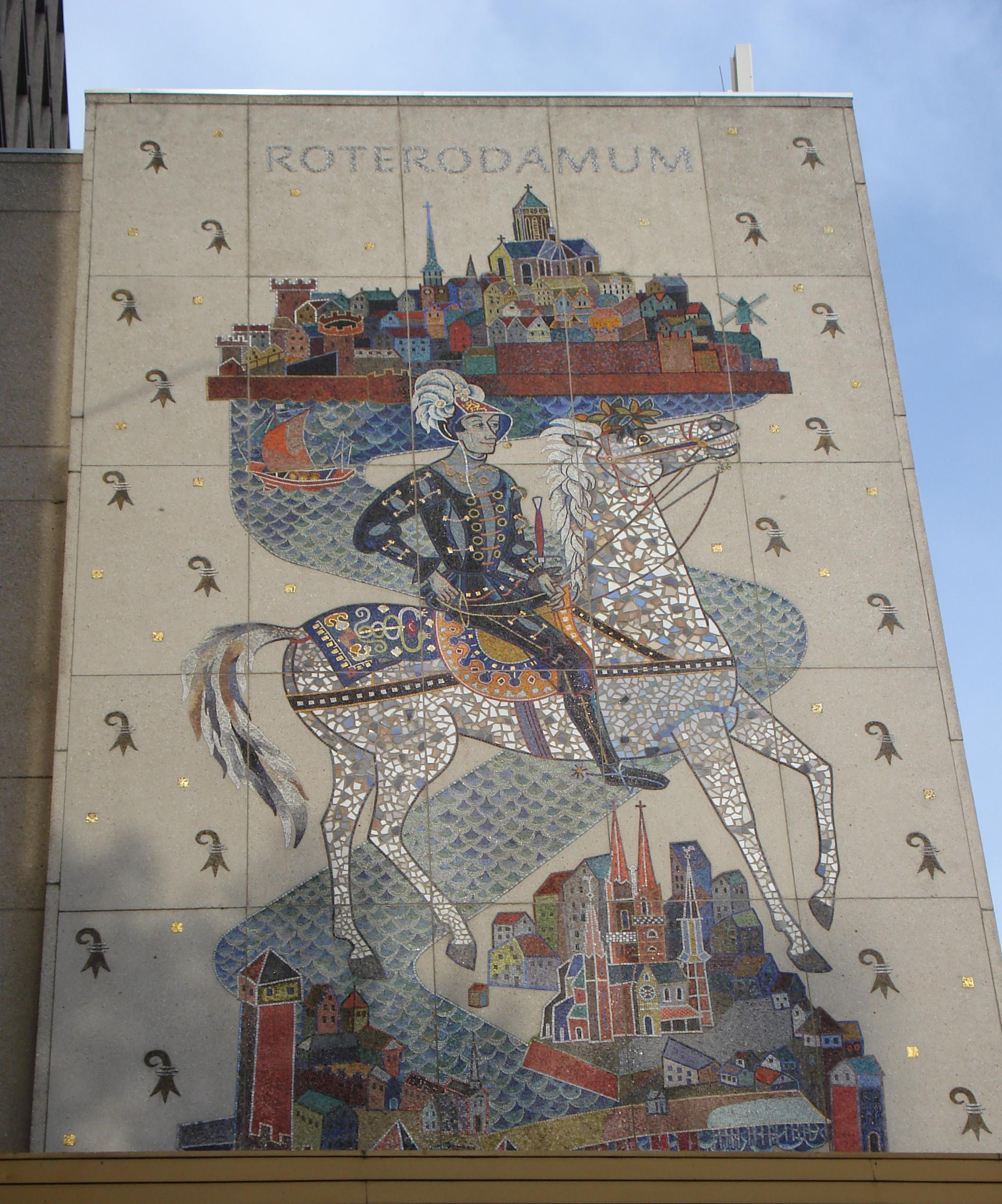
Holbeinhuis (1954)
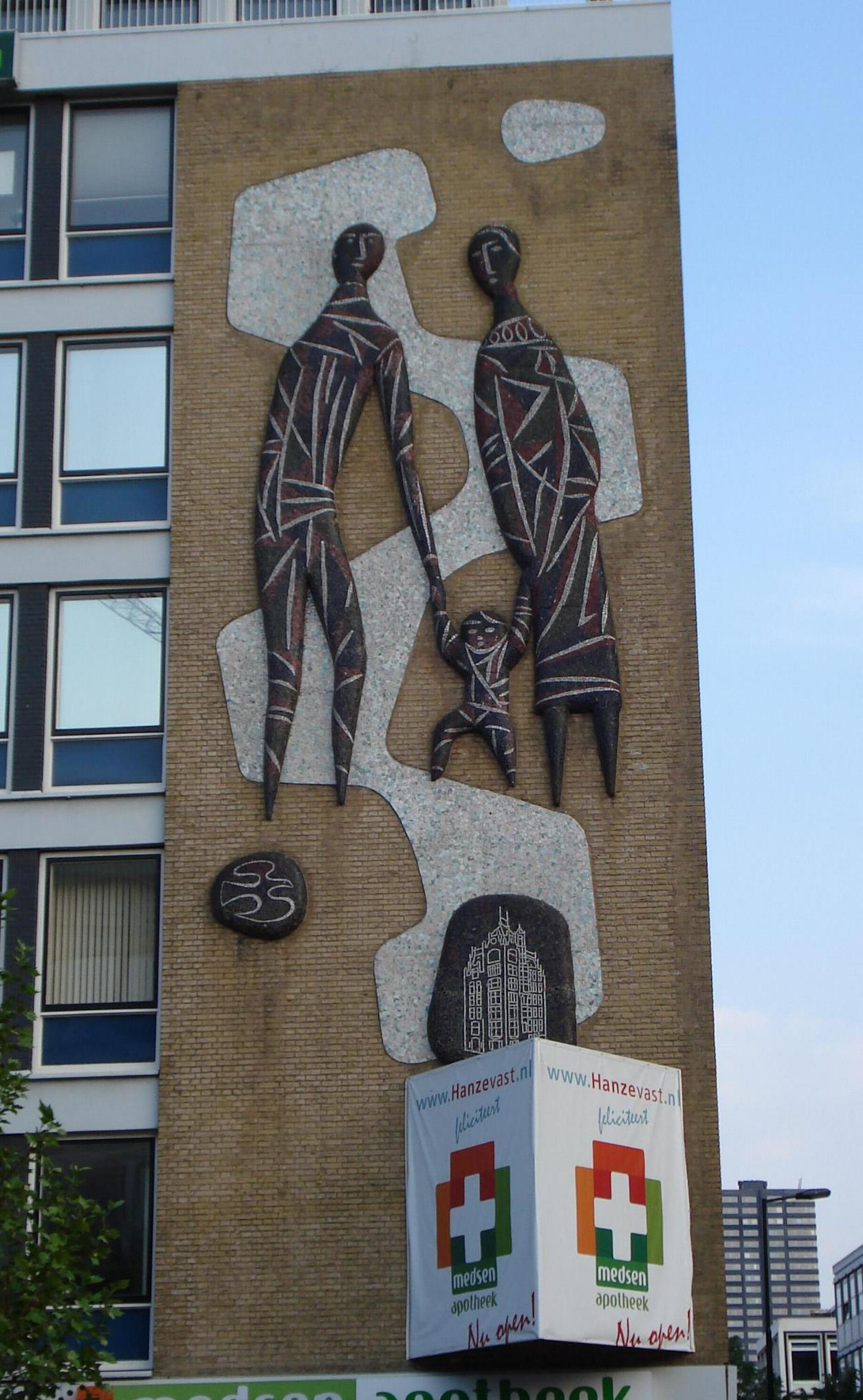
Westblaak (1959)
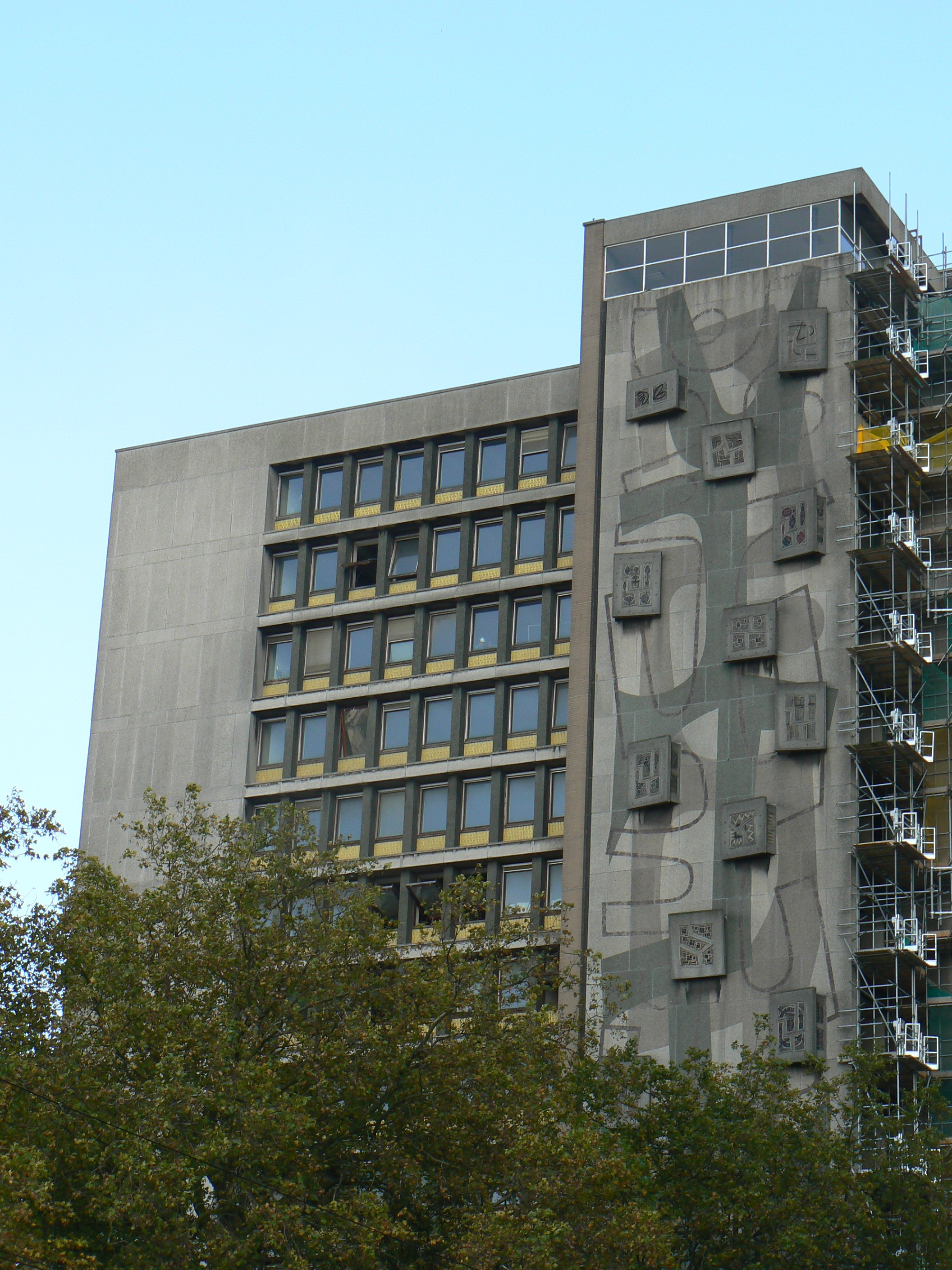
Stationspostkantoor (1959)